# Roșiori (okręg Neamț)
Roșiori – wieś w Rumunii, w okręgu Neamț, w gminie Dulcești. W 2011 roku liczyła 290 mieszkańców.